# Юнн Захарі
Юнн Захарі (фр. Younn Zahary, нар. 20 жовтня 1998, Нант, Франція) — коморський футболіст, центральний захисник литовського клубу «Жальгіріс» (Вільнюс) та національної збірної Коморських Островів.

## Ігрова кар'єра

### Клубна
У 2016 році Юнн Захарі приєднався до молодіжної команди клубу «Кан». 9 грудня 2018 року у матчі чемпіонату Франції проти «Страсбура» Захарі дебютував на професійному рівні. У лютому 2019 року футболіст підписав з клубом перший професійний контракт.
В січні 2020 року Захарі відбув в оренду до кінця сезону у клуб Національного чемпіонату «По». В тому сезоні «По» виграв турнір і підвищився до Ліги 2 і по закінченню першого терміну оренди, влітку був укладений новий орендний контракт з «По». Сезон 2021/22 футболіст провів у клубі «Шоле».
Два сезони Захарі провів в угорському «Мезйокйовешд». Але зіграв в команді лише 10 матчів і у лютому 2024 року як вільний агент перейшов до литовського «Жальгіріса» з Вільнюса. З яким виграв чемпіонат Литви.

### Збірна
12 жовтня 2019 року у товариському матчі проти Гвінеї Юнн Ззахарі дебютував у складі національної збірної Коморських Островів. У 2021 році Захарі брав участь у Кубку африканських націй у Камеруні.

## Титули
Жальгіріс
 Чемпіон Литви: 2024
 Володар Суперкубка Литви: 2025